# 22e bataillon d'infanterie (République batave)
Pour les articles homonymes, voir 22e bataillon.
Le 22e bataillon d'infanterie (22ste bataljon infanterie) est une unité d'infanterie de l'armée de la République batave. Il est créé en 1802 pour servir dans la colonie du Cap.

## Historique
Le bataillon est formé le 5 février 1803 sous le nom de bataillon de marine, puis renommé 22e bataillon d'infanterie le 29 mars 1802. Il compte 764 hommes, répartis dans huit compagnies de fusiliers et une compagnie de grenadiers.
Il reçoit son drapeau le 28 mai 1802 puis rejoint la colonie du Cap. En janvier 1806, il participe à la bataille de Blaauwberg, qui voit la défaite des forces bataves,. Ses hommes reviennent en Hollande en 1806/1807 avec d'autres unités bataves de la colonie.